# 新名基浩
新名 基浩（にいな もとひろ、1982年3月17日 - ）は、日本の俳優。宮崎県出身、ニコフイルム所属。
書道4段、日商簿記3級を持っている。趣味はウォーキング。

## 経歴
地元の私立中高一貫校に入学したのち、県立高校に入り直して演劇部に入部し、そこで芝居に快感を覚えたことが俳優業のきっかけであった。広島の大学に進学して一旦は就職したが、アマチュア劇団などを経て31歳で上京し、岩松了に親炙した。
2022年度後期のNHK連続テレビ小説『舞いあがれ!』で空山樹の役を演じ、注目を集める。

## 出演

### テレビドラマ
- 美女と男子 第5話、第8話（2015年、NHK）
- 誤断 第1話（2015年、WOWOW）
- ひこうき雲（2016年、NHK）
- 楽園 第4話、第5話、第6話（2017年、WOWOW）
- デリバリーお姉さんNEO 第3話（2017年、TVK）
- 植木等とのぼせもん（2017年、NHK）
- 刑事ゆがみ 第4話（2017年、フジテレビ）
- 紺田照の合法レシピ 第1話（2018年、Amazon Prime Video）
- 宮本から君へ（2018年、テレビ東京）- 大芝 役
- いよっ!弁慶（2018年、NHK） - 駿河一郎
- 虫籠の錠前（2019年、WOWOW）
- 連続テレビ小説（NHK）
  - ひよっこ 第47回（2017年）
  - なつぞら 第17週（2019年） - 猿渡竜男 役
  - 舞いあがれ!（2022年） - 空山樹 役
  - らんまん（2023年） - 堀田寛太 役[4]
- 行列の女神～らーめん才遊記〜 第6話（2020年、テレビ東京） - 「らあめん清流房」のクライアント 役
- 大河ドラマ（NHK）
  - 青天を衝け（2021年） - 山中 役
  - 鎌倉殿の13人（2022年） - 安達景盛 役
  - べらぼう（2025年） - （ていの）元夫 役
- ケイジとケンジ、時々ハンジ。 第3話（2023年、テレビ朝日） - 押田徹平 役
- 大奥 Season2「医療編」（2023年、NHK総合） ｰ 僖助 役[5]

### 映画
- モヒカン故郷に帰る（2016年）
- 夏美のホタル（2016年）
- 二十六夜待ち（2017年）
- ナミヤ雑貨店の奇蹟（2017年）
- 泣き虫しょったんの奇跡（2018年）
- 宮本から君へ（2019年）- 大芝 役
- 東京アディオス（2019年）- 豚子 役
- 夜を走る（2022年）- 王志偉 役
- 若武者（2024年） - 田辺 役[6]
- 片思い世界（2025年） - 出版社・編集者 役[7]

### 舞台
- ボーダー （2013年、演劇引力廣島）
- ガラパコスパコス（2013年、はえぎわ）
- 未開の議場（2014年、カムヰヤッセン）
- 蒲団と達磨（2015年）
- いつだって窓際であたしたち（ロロ、2015年）
- どんてん（2016年、東京タンバリン）
- ルーツ（2016年）
- 少女ミウ（2017年）
- いつだって窓際でぼくたち（2018年、ロロ）
- オイディプスREXXX（2018年）
- 空ばかり見ていた（2019年）
- 後家安とその妹（2019年）
- いのち知らず（2021年） - トンビ 役[8]
- 帰れない男〜慰留と斡旋の攻防〜（2024年）[9]
- 峠の我が家（2024年）[10]
- 花と龍（2025年）[11]
- 私を探さないで（2025年公演予定）[12]

### ラジオドラマ
- モモと見た夢（2008年、NHK FMシアター）
- いつもみていた広島（2009年、NHK FMシアター）
- 蝶が燃えた日（2011年、NHK FMシアター）

### CM
- エステWAM（2015年）
- SUUMO（2017年、リクルート）
- ラ王（2018年、日清食品）